# North Island (Houtman Abrolhos)
North Island è l'isola più settentrionale delle Houtman Abrolhos. L'isola è situata nell'oceano Indiano al largo della costa dell'Australia Occidentale, nella regione del Mid West. Appartiene alla Local government area della Città di Greater Geraldton.
L'isola è stata un accampamento stagionale per i pescatori di Panulirus cygnus (una specie di aragosta) sin dall'inizio del XX secolo, e questo rimane il principale obiettivo dell'attività umana sull'isola. C'è anche una piccola attività turistica e una pista d'atterraggio, ma per la maggior parte è riservata come habitat di conservazione della vegetazione e di molte specie di uccelli.

## Geografia
North Island ha una superficie di circa 1,8 km² e un'altezza massima di 13 m; si trova circa 14 km a nord-ovest del Wallabi Group.

## Storia
Il primo avvistamento registrato di North Island è avvenuto nel maggio 1840, durante il terzo viaggio di rilevamento della HMS Beagle, comandata da John Clements Wickham.